# Hvor Oprørsfanen vajer
Hvor Oprørsfanen vajer er en amerikansk stumfilm fra 1918 af J. Gordon Edwards.

## Medvirkende
- Theda Bara - Maria Valverda
- G. Raymond Nye - Diablo Ramirez
- Albert Roscoe - Paul Winter
- Edwin B. Tilton - Don Ramon Valverde
- Carrie Clark Ward - Duenna